# Adriaen Brouwer

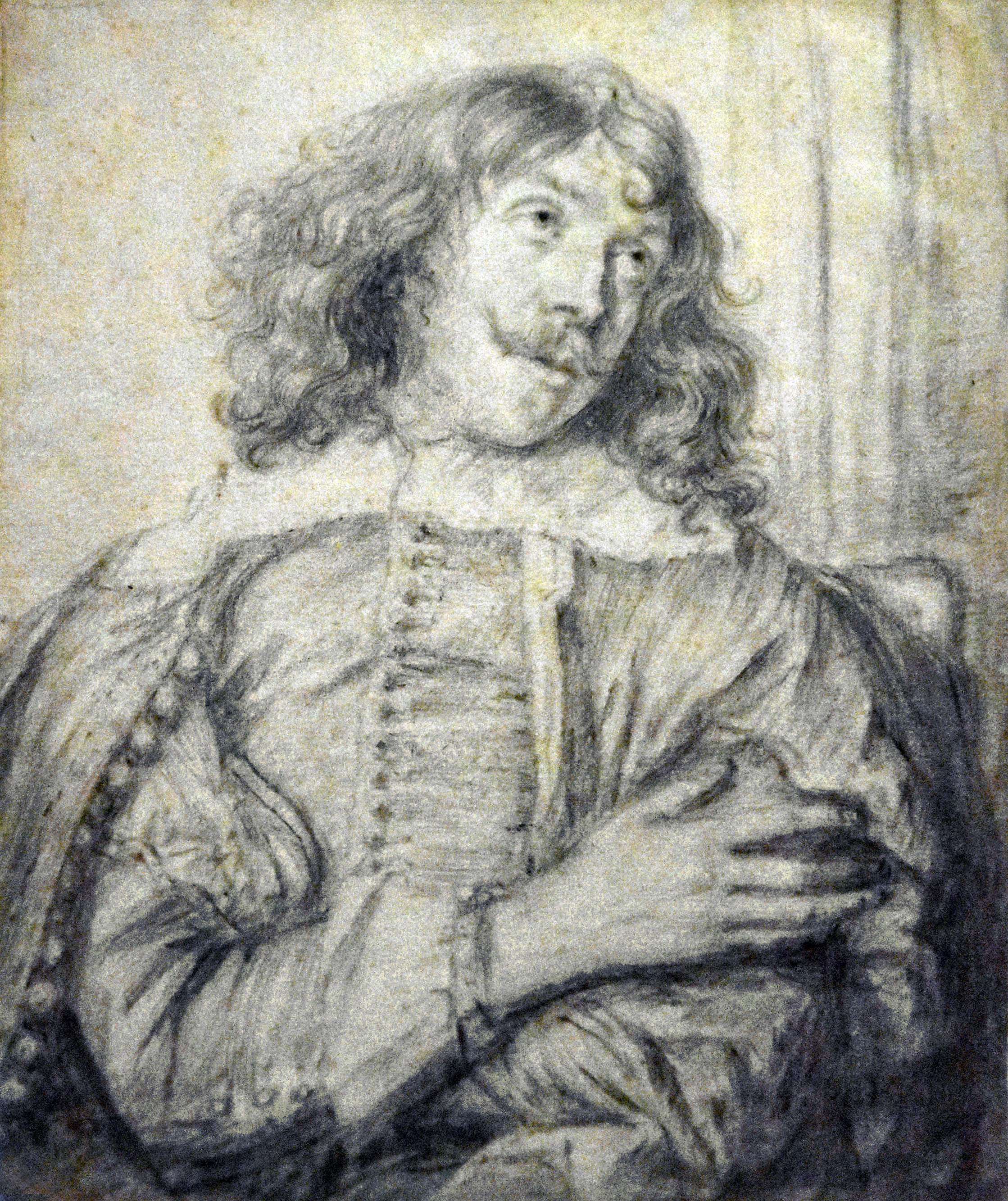
Portret van Adriaen Brouwer door Jan Lievens, ca. 1638 (krijt op papier), MOU Museum

Adriaen Brouwer (Oudenaarde, ca. 1604 – Antwerpen, vóór 1 februari 1638) was een Vlaamse kunstschilder en tekenaar en een pionier van de genreschilderkunst. Hij was aanvankelijk actief in de Noordelijke Nederlanden, maar kende zijn vruchtbaarste periode in de Scheldestad, waar hij op jonge leeftijd aan ziekte overleed.

## Biografie

### Oudenaarde
Reeds kort na het overlijden van de schilder Brouwer bestond er onduidelijkheid over zijn afkomst. Op basis van archiefonderzoek in Amsterdam, Antwerpen, Gouda, Haarlem en Oudenaarde werd vastgesteld dat Adriaen Brouwer hoogstwaarschijnlijk tussen 1603 en 1605 in Oudenaarde werd geboren als zoon van Adriaen de Brauwere en Maria de Sutter. Zijn vader was er vermoedelijk werkzaam in de tapijtnijverheid, als tekenaar van kartons voor Oudenaardse wandtapijten. In 1613 is de laatste vermelding van deze familie in Oudenaarde, omdat het gezin verhuisde naar de Noordelijke Nederlanden.

### Gouda, Amsterdam en Haarlem
De historische sporen leiden naar Gouda (1614), waar de vader van Adriaen Brouwer werk vond in de tapijtnijverheid. Adriaen kan daar in contact zijn gekomen met de Amsterdamse kunsthandelaar Michiel Le Blon. Brouwer verbleef in 1626 in Amsterdam, waar hij inwoonde en werkte bij de Vlaamse schilder-herbergier Barend Van Someren. In hetzelfde jaar staat Adriaen Brouwer ook in Haarlem vermeld als "beminnaer" van de rederijkerskamer "De Wijngaertrancken". Pieter Nootmans roemt hem in 1627 in een eredicht als "Schilder van Haerlem". Daarnaast wordt hij in veel bronnen als leerling van Frans Hals in Haarlem genoemd. Hiervoor is geen direct bewijs, maar stilistische verwantschap maakt het aannemelijk. De manier waarop Frans Hals emoties wist vast te leggen op doek, zien we terugkomen in het werk van Adriaen Brouwer.

### Antwerpen
In 1631 verhuisde Brouwer naar Antwerpen, wat kan worden afgeleid uit zijn inschrijving bij het Sint-Lucasgilde. Zijn verblijf in de Scheldestad werd de vruchtbaarste periode van zijn kunstenaarsloopbaan. Twee jaar later was hij opnieuw in Haarlem om in het bijzijn van zijn familie als getuige op te treden bij de doop van zijn nicht. Kort na zijn terugkomst in Antwerpen werd Adriaen Brouwer gevangen genomen en opgesloten in den casteele van Antwerpen. In de bronnen worden hier verschillende redenen voor genoemd: volgens sommigen werd hij door de Spanjaarden op beschuldiging van spionage vastgezet, anderen houden het op belastingschulden. Zeker is dat Brouwer regelmatig in de schulden zat. In de gevangenis sloot hij vriendschap met de bakker Joos van Craesbeeck, die hij leerde schilderen. Na zijn vrijlating ging Brouwer wonen bij de etser Paulus Pontius en werd hij lid van de rederijkerskamer "De Violieren".
Brouwer stierf kennelijk als een arme man en werd begraven in de kerk van de karmelieten. Volgens Houbraken zou hij eerst in een massagraf voor pestdoden zijn geworpen en liet Rubens een maand later het lijk opgraven en deftig begraven. Wat vaststaat, is dat Brouwers leerling Jan-Baptist Dandoy zijn nalatenschap afwikkelde.

## Oeuvre en invloed
Brouwer was met zijn vriend David Teniers de Jonge een van de bekendste genreschilders uit de 17de eeuw. Hun werk in de traditie van Pieter Bruegel de Oude was dermate populair dat men bij hun leven al ging spreken over "brouwerkens" en "tenierkens" (om schilderijen in hun stijl aan te duiden). De scènes van Brouwer zijn veelal kleine panelen die zich haast uitsluitend afspelen in kroegen of onder boeren (gevechten, dansen, kaartspelers, rokers en drinkers...). Deze levendige taferelen gaven blijk van een scherp observatievermogen. Stilistisch onderscheidde Brouwer zich door zijn kleurgebruik en losse schildertechniek. Hij maakte ook groepsportretten en tronies, een genre dat hij mee hielp ontwikkelen. Op het einde van zijn leven schilderde Brouwer enkele landschappen.
De mobiele Brouwer was bevriend met schilders die ook reislustig waren. Hij geldt als een brugfiguur tussen de Noordelijke en Zuidelijke Nederlanden. Een uitgesproken invloed had hij op de broers Adriaen en Isaac van Ostade en op David Teniers de Jonge. Zijn werk werd door kunstenaars als Rubens en Rembrandt verzameld en bestudeerd. In de nalatenschap van Rubens zaten zeventien schilderijen van Brouwer en Rembrandt bezat er zes. De Hollandse meester waardeerde ook Brouwers tekenkunst, zoals blijkt uit de aankoop van een schetsboek.
Aan Adriaen Brouwer worden slechts een 65 werken toegeschreven, waaronder enkele tekeningen. Ze zijn niet gedateerd en vaak ook niet gesigneerd, tenzij met een gemakkelijk na te bootsen monogram. Vele van de onder zijn naam voorkomende werken zijn kopieën of pastiches van zijn talrijke navolgers, onder wie Hendrick Martensz. Sorgh, Cornelis Saftleven, Egbert van Heemskerck, David II Teniers, David III Ryckaert en Joos van Craesbeeck. De toeschrijvingen aan Brouwer worden nog af en toe herzien.

## In de kunst
De Vlaamse schrijver en dichter Felix Timmermans wijdde een roman, getiteld Adriaen Brouwer, aan Brouwer, die in 1948 postuum verscheen. Ook al is het boek, gelet op de weinige beschikbare historische gegevens, als fictie geschreven, toch schetst het een boeiend beeld van de kunstenaar en zijn tijd.
De BRT zond in 1986 een driedelige miniserie uit over het leven van Brouwer. De kunstenaar werd gespeeld door Lucas Vandervost in een regie van Peter Simons.

## Galerij

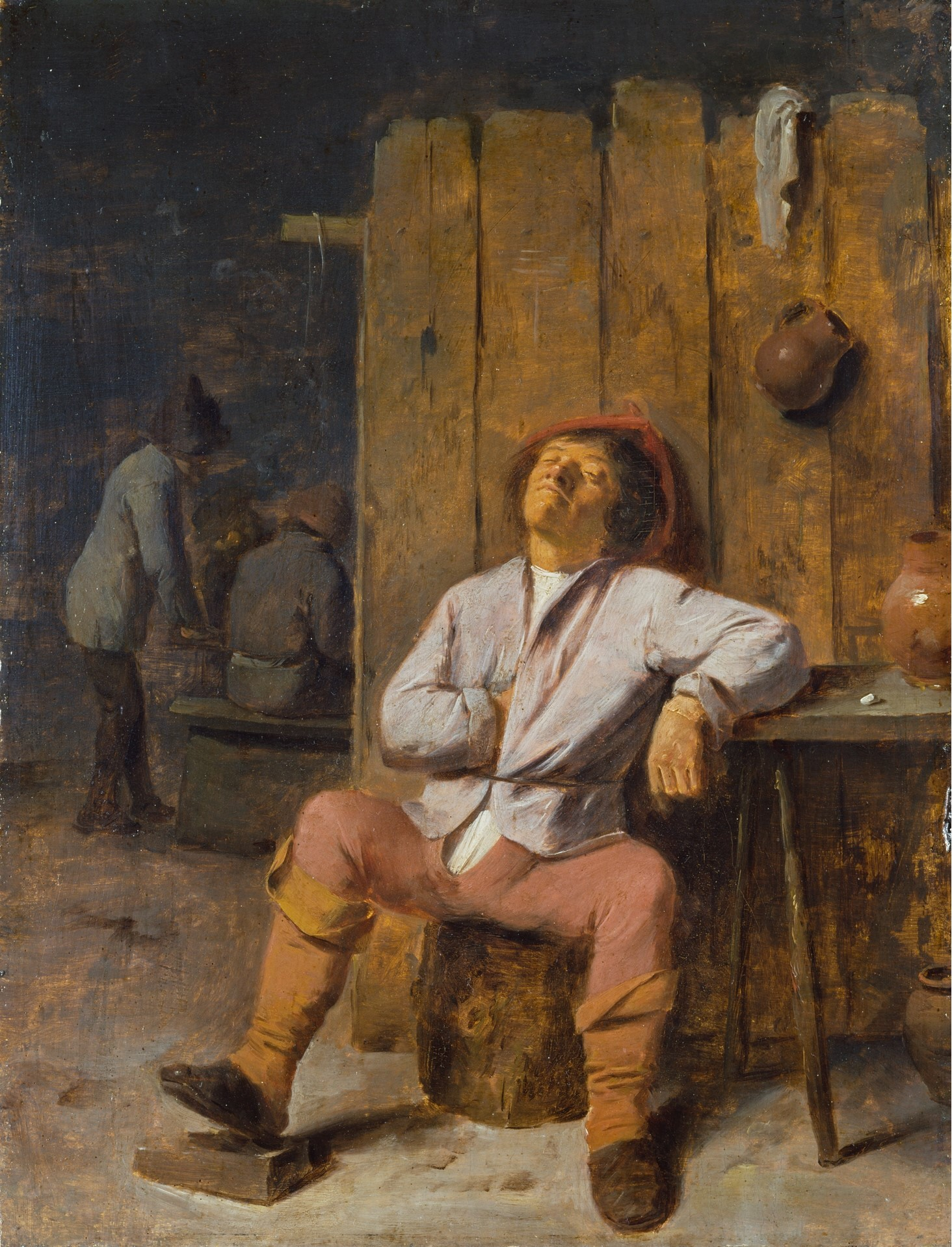
Slapende boer, Wallace Collection (museum), Londen
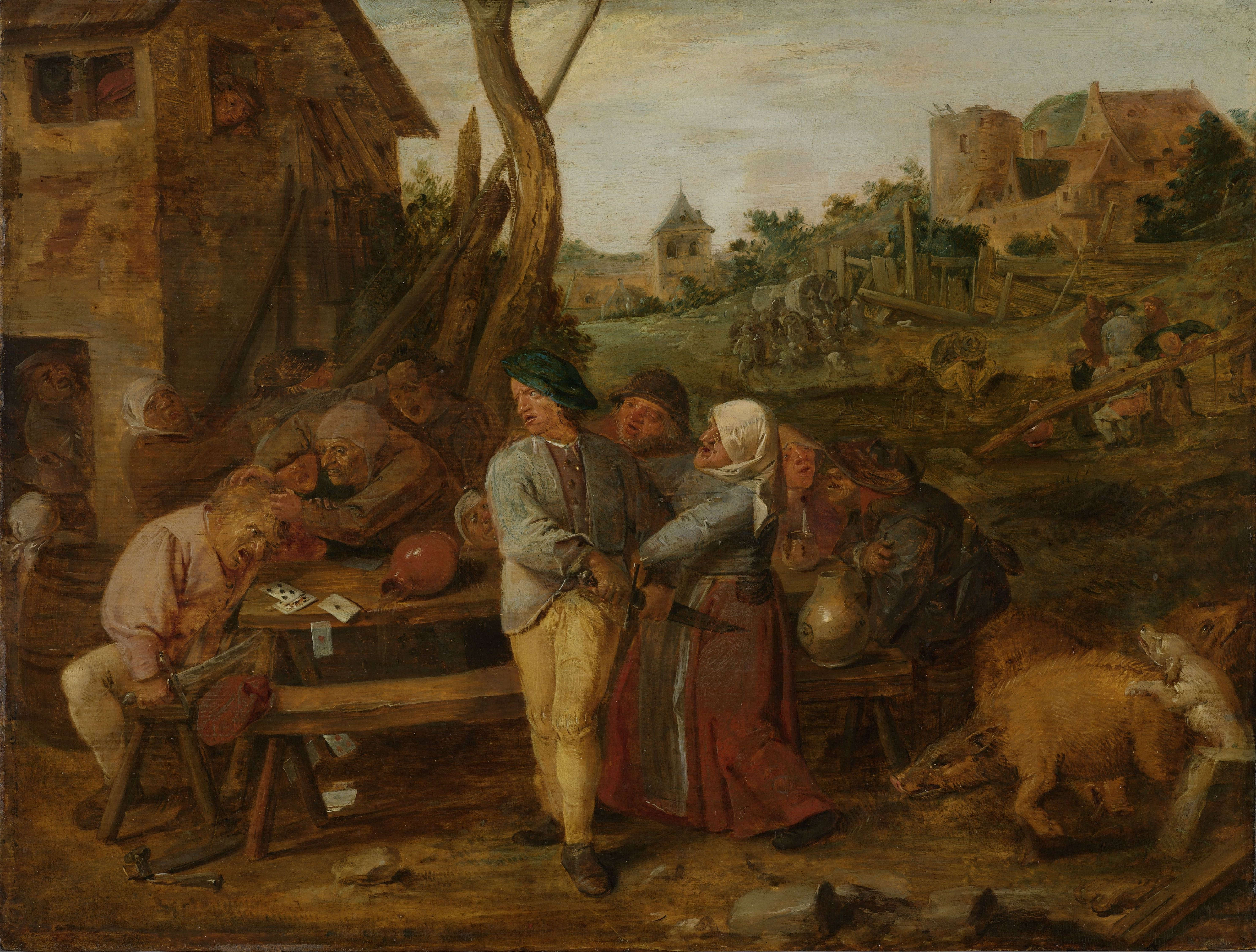
Boerenvechtpartij, 1625-26, Rijksmuseum, Amsterdam
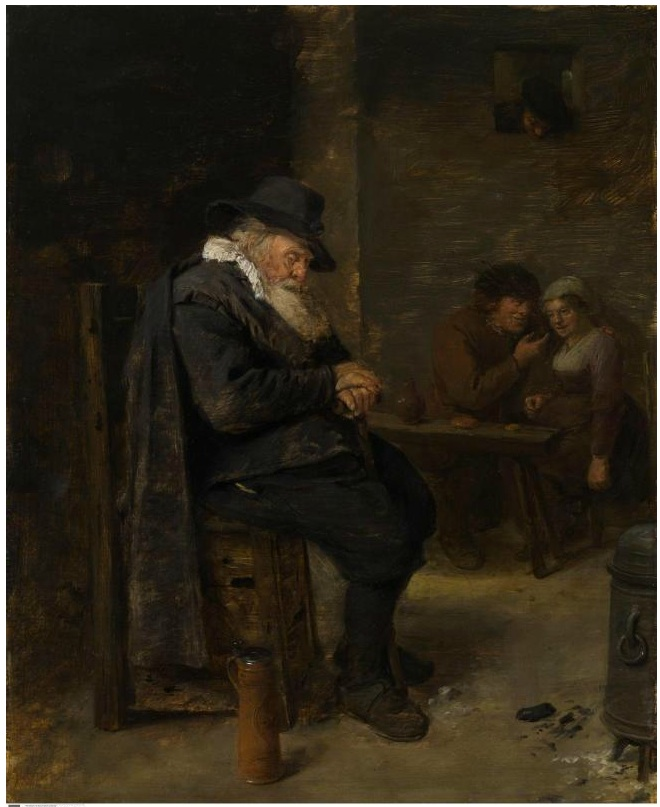
Oude man in de kroeg, KMSKA, Antwerpen
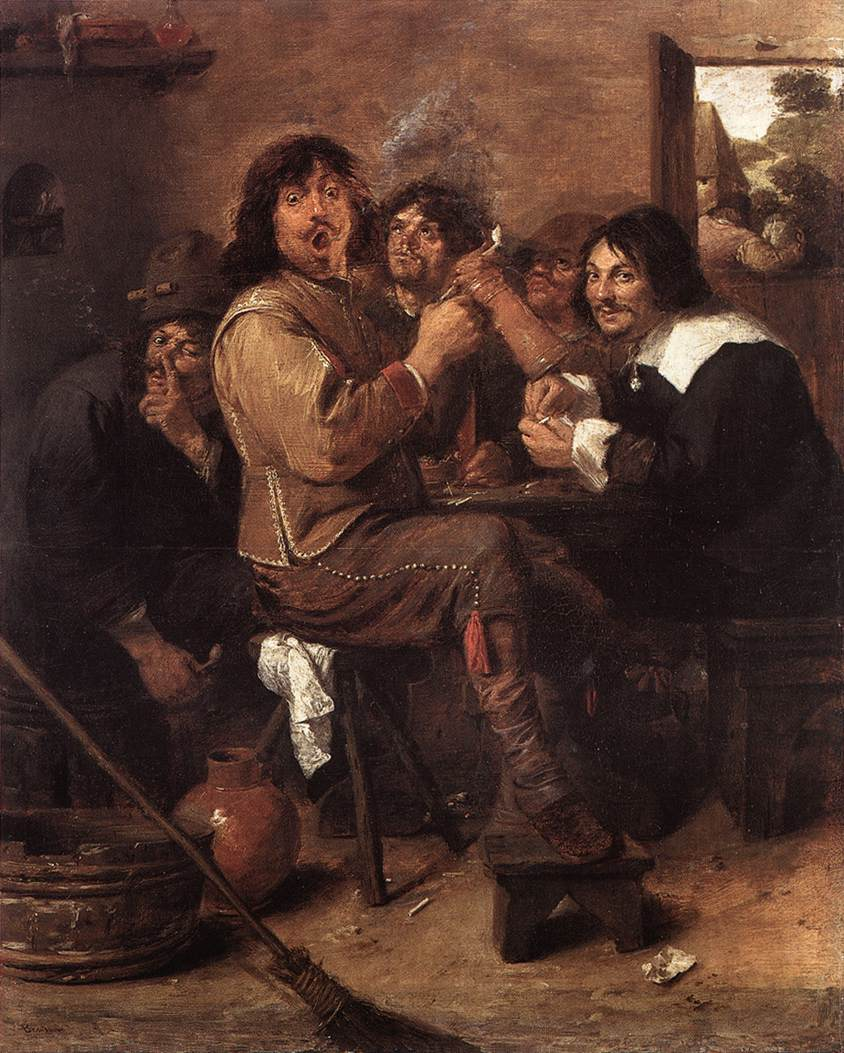
De rokers, Metropolitan Museum of Art, New York
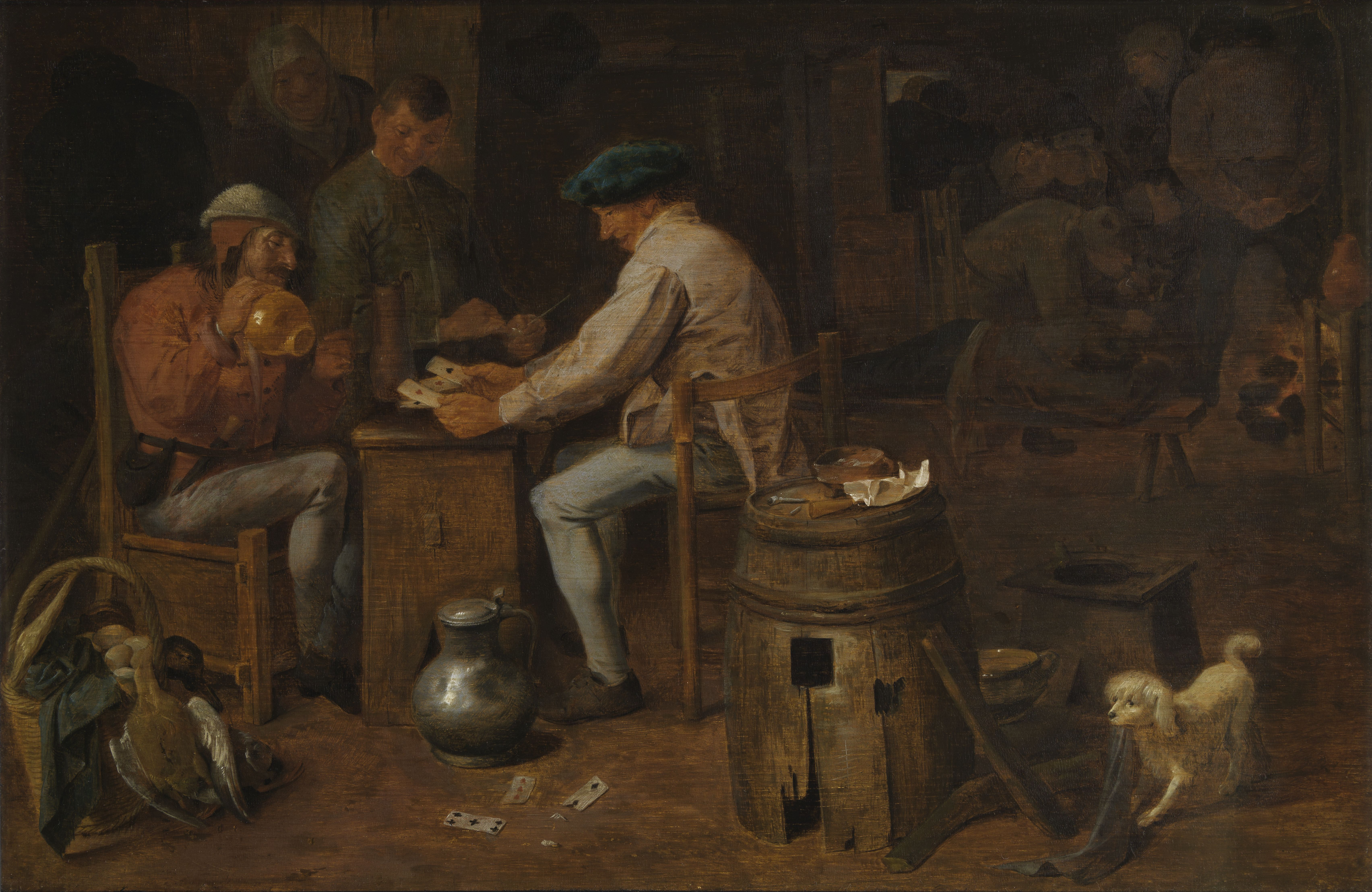
Kaartspelers en brassers, KMSKA, Antwerpen

## Varia
- In Oudenaarde wordt Adriaen Brouwer als een van de belangrijkste historische figuren van de stad aanschouwd. Hij leent er zijn naam dan ook aan de Adriaen Brouwer Bierfeesten en het bier Adriaen Brouwer.